# Pablo Villafranca
Pour les articles homonymes, voir Villafranca.
Pablo Villafranca, né le 14 juillet 1965 à Bruxelles en Belgique, est un chanteur et comédien espagnol.

## Biographie

### Débuts
Pablo Villafranca commence l'expérience de la musique en intégrant différents groupes rock ou heavy metal. Puis, il se produit en chantant dans les bals. Le chanteur participe ensuite aux Ateliers de la Chanson de Bruxelles.
Il rejoint la troupe du metteur en scène Roger Louret en 1993 pour la comédie musicale Les Années Twist qui est lauréate du Molière du spectacle musical en 1995. Jusqu'en 1998, Pablo Villafranca est membre de la troupe de Roger Louret et se produit également dans Les Z'années Zazous.
Le 29 décembre 1993, Maurane et Pablo Villafranca, mariés en juin 1992, deviennent parents d'une fille, Lou,,,. Si le couple se sépare, Pablo Villafranca est choriste en 1995 sur l’album Différente de la chanteuse. Il joue également dans le clip du titre Sur un prélude de Bach et participe à la promotion télévisuelle de la chanson Désillusionniste de Maurane.
Lors du Festival de Montclar d’Agenais 1996, il monte sur les planches et interprète L'Avare de Molière, La Mégère apprivoisée de William Shakespeare et Aliénor d’Aquitaine de Roger Louret.
En 1996, il fait partie des chœurs pour l'album L’Arlésienne de Catherine Lara ainsi qu'en 1999 sur l'album Soledad de Pascal Obispo.
Marie Réache, Marie Vinoy, Jean Manifacier, Grégori Baquet et Pablo Villafranca montent le spectacle Les Insolistes en 1998. Présenté au Festival Off d'Avignon en 1999 et en 2002 puis en tournée française, ce spectacle humoristique et singulier réinvente les œuvres de Jacques Offenbach, Vincent Scotto, Mireille, Jean Nohain…
Il apparaît en 2000 dans Les Vacances de l'amour, réalisé par Jean-François Porry.

### Renommée et premier album solo
Pablo Villafranca est alors contacté par Pascal Obispo pour le casting des Dix Commandements, comédie musicale écrite par celui-ci et Élie Chouraqui. Pablo Villafranca incarne Josué, l'esclave hébreu et successeur de Moïse, pendant plus de 300 représentations d'octobre 2000 à janvier 2003. Le chanteur est l’interprète du 2e single du spectacle, La peine maximum. Vendu à plus de 300 000 exemplaires, il atteint la 10e place du classement français et la 7e place du classement belge des meilleures ventes,. La troupe remporte un NRJ Music Awards du Groupe/duo francophone en 2001. Accompagné par la troupe des Dix Commandements, il est l'un des artistes de la compilation Noël ensemble pour le Sidaction en 2000. Toujours pour la même œuvre caritative, il réitère l’expérience en 2002 avec Love United.
Signé sous le label Epic Records de la major Sony Music, il sort Juste pour quelqu'un, 1er album solo le 13 novembre 2001. Enregistré entre début juillet et fin août 2001, les chansons le composant sont écrites par Noam Kaniel, Olivier Béranger, Patrice Guirao, Marie-Jo Zarb… Composé par David Gategno et écrit par Lionel Florence, Il n’y a que des hommes en est le 1er single. Il atteint la 66e place du classement français des meilleures ventes. Deux singles promo en sont extraits par la suite : Est-ce qu'on saura en 2002 et Juste pour quelqu'un en 2003. En mars 2002, il présente son album en première partie des concerts d’Isabelle Boulay et en septembre 2002 en première partie de Natasha St-Pier.
Pablo Villafranca enregistre le titre París (es) (Dernier rendez vous), adaptation franco espagnole de la chanson originale du groupe La Oreja de Van Gogh, en duo, sur l'album París. Il chante l'extrait sur la scène de La Cigale le 18 mars 2004 accompagné du groupe espagnol.
Il se produit en solo en mai 2004 lors de deux soirées à Villefranche-sur-Saône où il dévoile de nouvelles chansons en prélude à un prochain album.

### Cador des comédies musicales
En février et mars 2005, Pablo Villafranca reprend le rôle de Josué pour 24 représentations à Tokyo et Osaka ainsi que de mars à mai 2006 en à Séoul en Corée du Sud pour plus d'une trentaine de spectacles. Créé et imaginé par Catherine Lara, l’album de la légende musicale Graal sort en janvier 2005. Il y interprète le Roi Arthur. Au-delà du silence est le 2e single du spectacle musical et Pablo Villafranca en est le chanteur. L'album se vend à plus de 100 000 unités et est certifié or. La première représentation a eu lieu au Canada en mars 2007. La comédie musicale part en tournée asiatique et européenne.
À l'été 2007, il tient le rôle de Georges Izambard dans la comédie musicale Rimbaud. En 2007 et 2008, il fait partie du spectacle Happy day's Café, hommage musical aux années 1960 à 1980. En octobre 2008, Pablo intègre la distribution de Je m'voyais déjà. Cette comédie musicale juke-box, écrite par Laurent Ruquier et mise en scène par Alain Sachs, créée à Paris, réunit plusieurs artistes autour des chansons de Charles Aznavour comme Jonatan Cerrada ou Véronique Rivière,,. Un DVD du spectacle est édité.
Il fait partie de la distribution du spectacle théâtral et musical Another Road lancé en 2010 par Barbara Scaff,. En 2010, il participe à Pinocchio, spectacle musical de Marie-Jo Zarb ainsi qu'à Feria Latina, spectacle musical de Roger Louret. En 2011, Pablo Villafranca est l'un des artistes de l'évènement Les Fous Chantants rendant hommage aux grandes comédies musicales.
En septembre 2011, il chante Can You Feel the Love Tonight, extrait de la comédie musicale Le Roi lion, en duo avec Renaud Hantson sur l'album de ce dernier : Opéra Rock. En octobre de la même année, il chante sur scène dans Lorraine de chœur : 2 000 choristes aux côtés de Garou et Tina Arena.
En mai 2012, il est l'un des artistes de l'album caritatif Tout reste à faire. En novembre 2011 et en février 2013, il participe aux galas de bienfaisance parrainé par Renaud Hantson pour l'association nationale Ensemble contre la sclérose en plaques. En février 2013, il monte sur la scène en tant que tête d'affiche de la chorale Le Chœur du Sud aux côtés de Renaud Hantson, Merwan Rim, Mikelangelo Loconte ou encore Ginie Line.
En 2013, il rejoint le collectif d'artistes Les grandes voix des comédies musicales chantent pour les enfants hospitalisés aux côtés notamment de Renaud Hantson, Mikelangelo Loconte et Lââm pour le single Un faux départ.
De septembre 2013 à janvier 2014, il est à l'affiche de Miss Carpenter au théâtre Rive Gauche, une pièce écrite par Marianne James, mise en scène par Éric-Emmanuel Schmitt et Steve Suissa. À la même période, il reprend son rôle de Geppetto dans Pinocchio, le spectacle musical de Marie-Jo Zarb aux côtés notamment de Nuno Resende et Sophie Delmas au théâtre de Paris. Miss Carpenter se joue jusqu'en 2018 et Pablo Villafranca est sur scène pour ce spectacle.
Durant l'été 2014, il monte sur la scène en tant que tête d'affiche de la chorale Le Chœur du Sud aux côtés de Maurane, Daniel Lévi, Mikelangelo Loconte ou encore Ginie Line,.
En 2018, il apparaît dans Plus belle la vie dans le rôle d'un directeur de journal.

## Spectacles musicaux
- 1993 : Les Années Twist de Roger Louret - Folies Bergère, Palais des sports de Paris, tournée
- 1995 : Les Z'années Zazous de Roger Louret - Tournée
- 1998-2002 : Les Insolistes - Festival Off d'Avignon, tournée
- 2000-2005 : Les Dix Commandements d'Élie Chouraqui et Pascal Obispo - Palais des sports de Paris, Japon, Corée du Sud
- 2007 : Graal de Catherine Lara et Jean-Jacques Thibaud - Tournée
- 2007 : Rimbaud musical de Richard Charest et d'Arnaud Kerane - Vingtième Théâtre, Théâtre Comédia
- 2007-2008 : Happy day's Café
- 2008-2009 : Je m'voyais déjà de Laurent Ruquier - Théâtre du Gymnase, Théâtre Comédia, tournée
- 2010 : Pinocchio, l'espoir de grandir[41]
- 2010 : Another Road de Barbara Scaff - L'Européen, Théâtre Musical Marsoulan
- 2010 : Feria Latina de Roger Louret - Festival de Monclar
- 2012-2013 : Adrien ou la Vie en Équilibre de et mes Maud Bettina-Marie - Poissy
- 2013-2014 : Pinocchio, le spectacle musical de et mes Marie-Jo Zarb et Moria Némo - Théâtre de Paris, tournée
- 2014 : Carmen R de et mes Mathieu Beurton - Poissy

## Théâtre
- 1996 : L'Avare de Molière - Festival de Montclar d’Agenais
- 1996 : La Mégère apprivoisée de William Shakespeare - Festival de Montclar d’Agenais
- 1996 : Aliénor d’Aquitaine de Roger Louret - Festival de Montclar d’Agenais
- 2013-2015 : Miss Carpenter de Marianne James, mise en scène par Éric-Emmanuel Schmitt et Steve Suissa - Théâtre Rive Gauche, tournée
- 2015-2018 : Miss Carpenter de Marianne James et Sébastien Marnier, mise en scène d'Éric-Emmanuel Schmitt et Steve Suissa, Théâtre du gymnase, tournée

## Discographie

### Single
- 2000 : La Peine maximum, extrait des Dix Commandements
- 2001 : Il n'y a que des hommes
- 2004 : París (Dernier rendez vous)
- 2005 : Au-delà du silence, extrait de Graal
- 2013 : Un faux départ, avec le collectif Les grandes voix des comédies musicales
- 2022 : À ne pas dire je t'aime, avec Victor Villafranca (son fils)

## Filmographie
- 2000 : Les Vacances de l'amour, épisode 96 Coma
- 2018 : Plus belle la vie, épisode 3671 : Christian